# Ihr seid hier im Paradies!
Ihr seid hier im Paradies! (Originaltitel: Ici, c'est le paradis!) ist ein 2005 erschienener Erfahrungsbericht von Kang Hyok über seine Kindheit in Nordkorea sowie über seine Flucht über China und Südostasien nach Südkorea. Co-Autor des Buches ist der französische Journalist Philippe Grangereau.

## Handlung
Kang Hyok, geboren 1986 in Onsong, Nordkorea,  wächst in einem Klima von Kriegsangst, Mangel und Misstrauen auf. Er erzählt von der Arbeit auf den Feldern nach der Schule, von täglichen Exerzier- und Paradeübungen, von wöchentlichen Selbstkritiken und Denunziationen, von der ständigen Propaganda und vom Mangel an allem Lebensnotwendigen. „Ihr seid hier im Paradies!“, diese Parole hört er jeden Tag in der Schule und in der staatlichen Propaganda, die aus den Lautsprechern dröhnt. Mit neun Jahren erlebt er die erste öffentliche Hinrichtung. Mitte der 1990er Jahre bricht in Nordkorea eine Hungersnot aus, unter der auch Kang Hyoks Familie leidet. Er erzählt, wie er einige seiner Klassenkameraden verliert; andere betteln oder stehlen auf dem Markt in Onsong. Kang Hyok berichtet von Suppen aus Baumrinde, von der Jagd auf Ratten als Nahrung und von Diebstählen auf den staatlichen Kollektivfeldern. Er ist zwölf Jahre alt, als seine Familie mit ihm über den vereisten Fluss Tumen nach China flieht. Aber auch dort findet er keine Ruhe, denn die chinesische Polizei führt regelmäßig Razzien durch, um Flüchtlinge zu fangen und zurückzuschicken. Auf einer Flucht durch Myanmar, Kambodscha, Vietnam und Thailand gelangen sie in eine protestantische Stiftung, die nordkoreanischen Flüchtlingen hilft. Im Flugzeug, das sie von Bangkok nach Seoul bringt, werden sie von Mitarbeitern des angibu, des südkoreanischen Staatsschutzes, empfangen. Erst nach seiner Ankunft in Südkorea begreift Kang Hyok, dass er in Wirklichkeit der Hölle entkommen ist.